# Extreme Rules (2017)
Cet article concerne l'édition 2017 de pay-per-view Extreme Rules. Pour toutes les autres éditions, voir WWE Extreme Rules.
L'édition 2017 d'Extreme Rules est une manifestation de catch (lutte professionnelle) produite par World Wrestling Entertainment (WWE), une fédération de catch américaine, qui est télédiffusée, visible en paiement à la séance, sur le WWE Network ainsi que sur la chaîne de télévision française AB1. L'événement a eu lieu le 4 juin 2017 au Royal Farms Arena à Baltimore, dans l'état de Maryland. Il s'agit de la neuvième édition d'Extreme Rules, pay-per-view annuel qui, comme son nom l'indique, propose un ou plusieurs matchs basés sur les règles du catch hardcore.

## Contexte
Les spectacles de la World Wrestling Entertainment (WWE) sont constitués de matchs aux résultats prédéterminés par les scénaristes de la WWE. Ces rencontres sont justifiées par des storylines – une rivalité avec un catcheur, la plupart du temps – ou par des qualifications survenues dans les shows de la WWE telles que RAW, SmackDown, Main Event, NXT, 205 Live. Tous les catcheurs possèdent un gimmick, c'est-à-dire qu'ils incarnent un personnage gentil (face) ou méchant (heel), qui évolue au fil des rencontres. Un événement comme Extreme Rules est donc un événement tournant pour les différentes storylines en cours,.

## Matchs
| #                                                                                        | Resultats                                                                                                   | Sitipulations                                                                                       |
| ---------------------------------------------------------------------------------------- | --- | --------------------------------------------------------------------------------------------------- |
| 1P                                                                                       | Kalisto bat Apollo Crews (avec Titus O'Neil)                                                                | Match simple                                                                                        |
| 2                                                                                        | The Miz (avec Maryse) bat Dean Ambrose (c)                                                                  | Match simple pour le WWE Intercontinental Championship Si Ambrose est disqualifié, il perd le titre |
| 3                                                                                        | Rich Swann et Sasha Banks battent Alicia Fox et Noam Dar                                                    | Mixed tag team match                                                                                |
| 4                                                                                        | Alexa Bliss (c) bat Bayley                                                                                  | Kendo stick-on-a-pole match pour le WWE Raw Women's Championship                                    |
| 5                                                                                        | The Bar (Cesaro et Sheamus) battent The Hardy Boyz (Jeff Hardy et Matt Hardy) (c) en s'échappant de la cage | Steel cage match pour les WWE Raw Tag Team Championship                                             |
| 6                                                                                        | Neville (c) bat Austin Aries                                                                                | Submission match pour le WWE Cruiserweight Championship                                             |
| 7                                                                                        | Samoa Joe bat Roman Reigns, Seth Rollins, Bray Wyatt et Finn Bálor par soumission                           | Extreme Rules Fatal 5-Way match pour déterminer l'aspirant n°1 au Universal Championship            |
| (c)- désigne le(s) champion(s) défendant son/leurs dans la match P - désigne le pré-show | | |